# Малая Слободка (Перемышльский район)
Ма́лая Слобо́дка  — деревня в Перемышльском районе Калужской области, в составе муниципального образования Сельское поселение «Село Калужская опытная сельскохозяйственная станция».

## География
Расположена по обеим берегам реки Выссы на автодороге 29К-003 (М3 «Украина» — Р92 — Перемышль), в 30 километрах на северо-запад от районного центра. Рядом сёла Воротынск и Калужской Геологоразведочной Партии.

## Население
| 2002 | 2010 |
| ---- | ---- |
| 15   | ↘12  |

## История
Поселение известно с петровских времён. В атласе Калужского наместничества, изданного в 1782 году, упоминается деревня Перемышльского уезда Слободка, 9 дворов и по ревизии душ — 75.

Деревня Слободка с пустошью Демехинской Николая Ивановича Чичерина, Петра, Сергея, Алексея Васильевых детей Еропкиных. На берегу реки Высы, на коей мучная мельница о двух поставах, лес дровяной, покосы травы хорошие, хлеба родится [по]средственно, крестьяне на оброке.— Описания и алфавиты к Калужскому атласу
В 1858 году деревня (вл.) Слободка малая 2-го стана Перемышльского уезда, при речке ВыссҌ, 12 дворах, население 134 человека — по левую сторону старой Брянской дороги.
К 1914 году Малая Слободка — деревня Кумовской волости Перемышльского уезда Калужской губернии. В 1913 году население 235 человек.
В годы Великой Отечественной войны деревня была оккупирована войсками Нацистской Германии с начала октября по конец декабря 1941 года. Освобождена в ходе Калужской наступательной операции частями 50-й армии генерал-лейтенанта И. В. Болдина.